# Emília Hilària
Emília Hilària (en llatí Aemilia Hilaria; c. 300 – c. 363) va ser una metgessa gal·loromana que va rebre el sobrenom d'Hilarius (riallera) pel seu alegre caràcter. Va exercir la medicina i va escriure llibres sobre obstetrícia i ginecologia.

## Biografia
Emília va néixer i viure a l'Imperi Romà, a la zona geogràfica del que avui és la Mosel·la, on estudià i exercí com a metgessa. Emília fou tieta materna de Juli Ausoni, un gal·loromà que fou tutor de l'emperador romà Flavi Gracià, i que va escriure l'obra Parentalia on va incloure sèrie de poemes biogràfics sobre els seus familiars, incloent a Emília. En el poema IV sobre la seva tieta la descriu com una «verge dedicada» amb «tota l'aparença d'un noi quan t'assajares, com ho hauria fet un home, en l'art de la medicina», que rebutja el matrimoni i va morir fent vot de castedat per tal de continuar la seva carrera. També la descriu com una metgessa amb talent i honesta, que a més a més va ajudar el seu germà en els també estudis de medicina.